# Hadselbrug
De Hadselbrug  (Noors: Hadselbrua) is een betonnen brug in de Noorse fylke Nordland. De brug verbindt de eilanden Langøya en Børøya. 